# Tewris
Tewris (russisch Теври́з) ist eine Siedlung städtischen Typs in der Oblast Omsk in Russland mit 6986 Einwohnern (Stand 14. Oktober 2010).

## Geographie
Der Ort liegt knapp 300 km Luftlinie nordnordwestlich des Oblastverwaltungszentrums Omsk im Westsibirischen Tiefland. Er befindet sich am linken Ufer des Irtysch unmittelbar unterhalb der Einmündung des namensgebenden Nebenflusses Tewris (auch Tewriska).
Tewris ist Verwaltungszentrum des Rajons Tewrisski sowie Sitz der Stadtgemeinde Tewrisskoje gorodskoje posselenije, zu der außerdem die Dörfer Kuskuny (3 km östlich) und Polujanowka (6 km westlich) gehören.

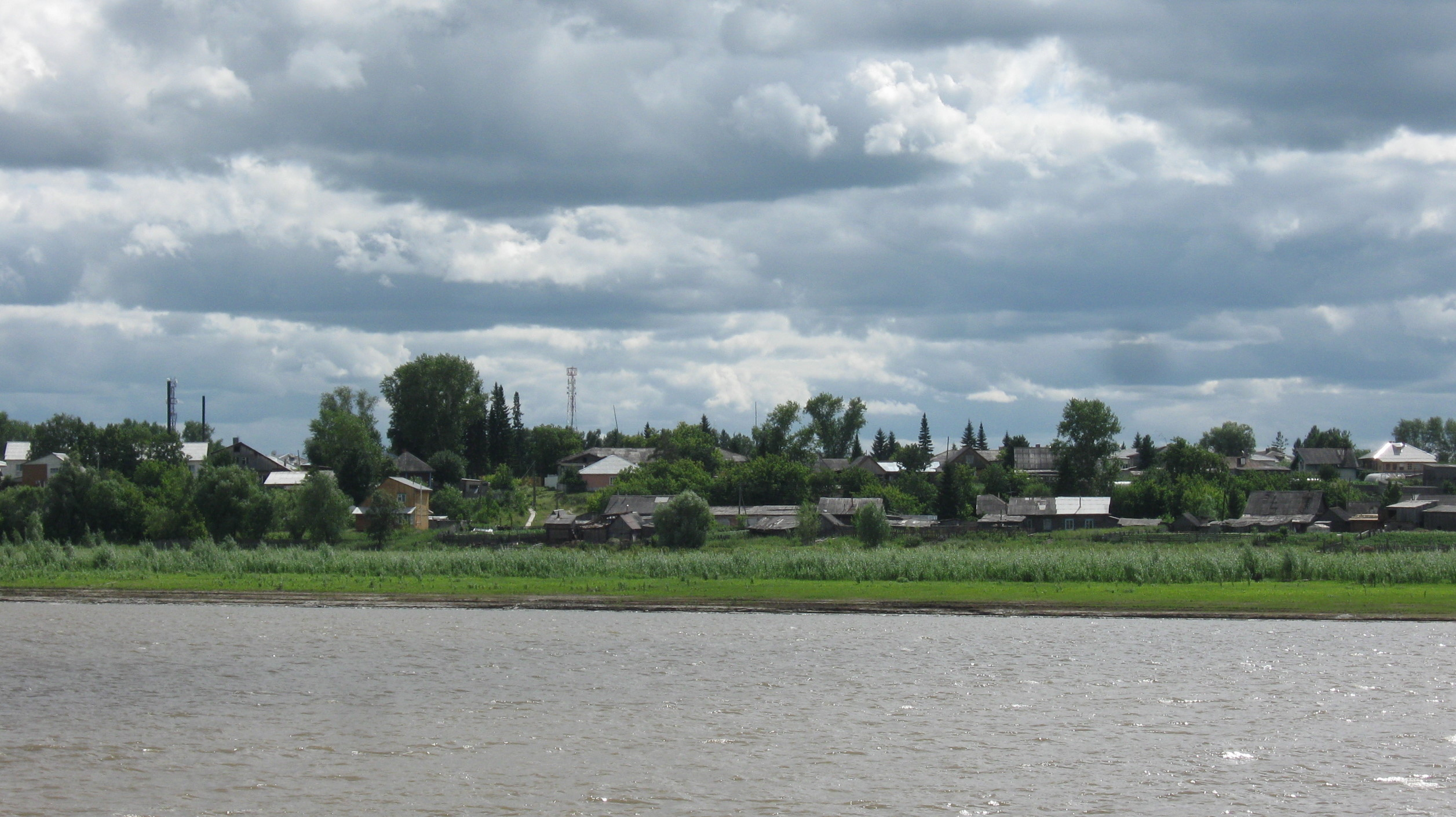
Tewris am Ufer des Irtysch
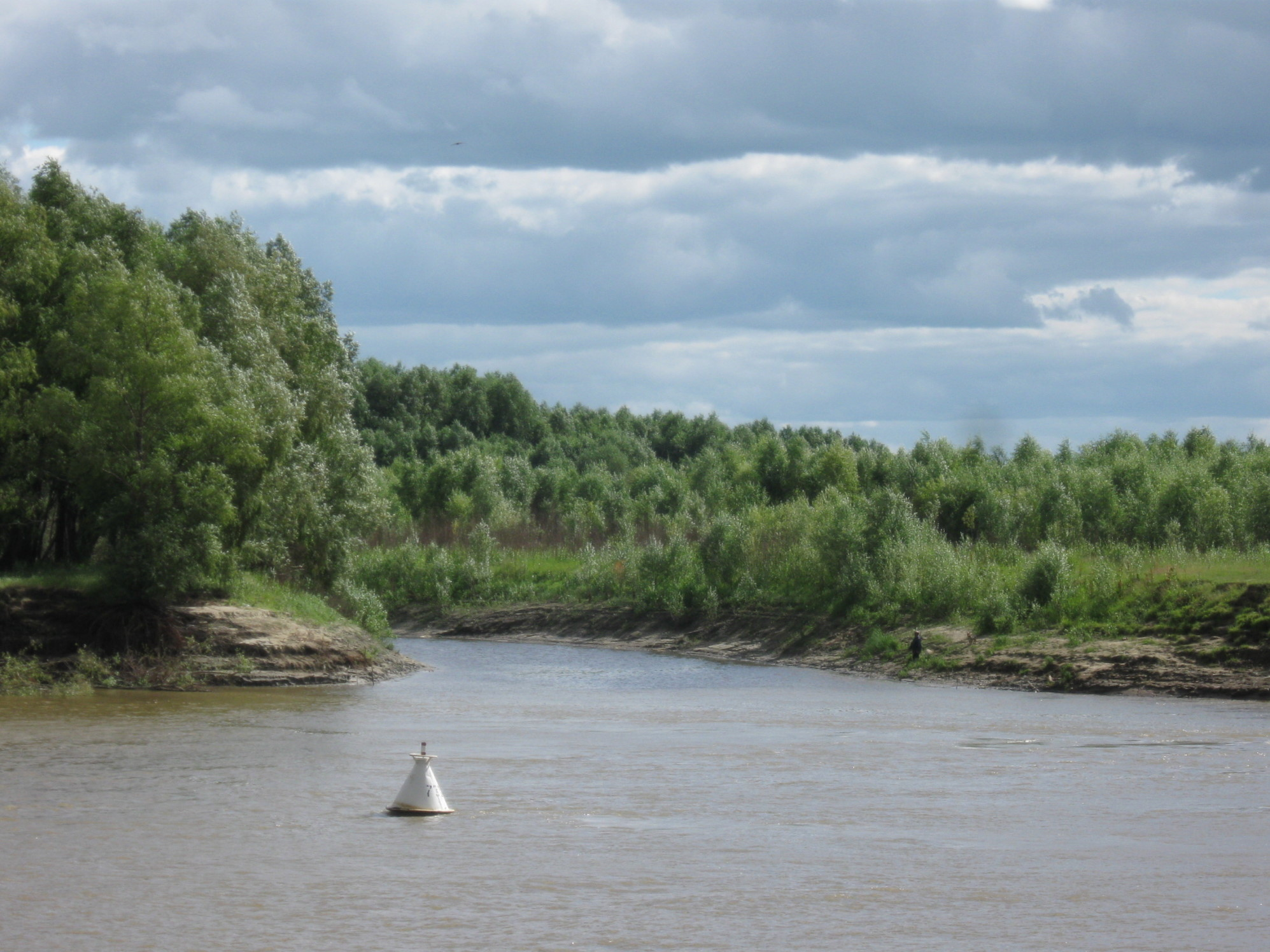
Mündung des Flusses Tewris in den Irtysch

## Geschichte
Der Ort wurde 1785 von Russen in zuvor ausschließlich von sibirischen Tataren bewohntem Gebiet gegründet. 1881 wurde Tewris Verwaltungssitz einer Wolost, am 25. Mai 1925 eines nach ihm benannten Rajons. Seit 1986 (nach anderen Angaben 1984) besitzt der Ort den Status einer Siedlung städtischen Typs.

### Bevölkerungsentwicklung
| Jahr | Einwohner |
| ---- | --------- |
| 1939 | 2715      |
| 1959 | 4022      |
| 1970 | 4891      |
| 1979 | 6564      |
| 1989 | 7732      |
| 2002 | 7358      |
| 2010 | 6986      |

Anmerkung: Volkszählungsdaten

## Verkehr
Tewris liegt an der Regionalstraße 52K-17 von Tara nach Ust-Ischim, Teilabschnitt der dem linken Ufer des Irtysch von Omsk nach Tobolsk folgenden Verbindung. Einige Kilometer südöstlich von Tewris schließt die 52K-6 aus dem südlich benachbarten, etwa 70 km entfernten Rajonzentrum Bolschije Uki an.
In der eisfreien Zeit wird auf dem Irtysch Passagierschiffsverkehr betrieben, von Tewris unter anderem mit Tragflügelbooten wie Woschod ins auf dem Fluss 450 km entfernte Omsk.
Westlich der Siedlung befindet sich ein kleiner Flughafen (ICAO-Code UNOW), der jedoch seit den 1990er-Jahren nicht regelmäßig angeflogen wird.